# 悪臭防止法
悪臭防止法（あくしゅうぼうしほう、昭和46年6月1日法律第91号）は、工場やその他の事業場における事業活動に伴って発生する悪臭を規制することにより、悪臭防止対策を推進し、生活環境を保全、国民の健康の保護に資することに関する法律である。
1971年（昭和46年）6月1日に公布された。

## 主務官庁
- 環境省水・大気環境局大気環境課大気生活環境室

公布当時は旧環境庁の大気保全局が担当していた。臭気指数規制においては都道府県知事または市長による区域の指定により導入されることとなっており、指定された区域内の工場・事業場への立入検査や監視測定は市区町村長が行うこととされている。

## 制定の経緯
1967年に公害対策基本法（昭和42年法律第132号）が制定された。悪臭は、典型公害の一つとして規定されたが、規制基準は定められなかった。これは、悪臭が感覚的公害であり、直接的に健康被害を引きおこすおそれがないと考えられてきたこと、また、悪臭物質の把握及び測定、被害との量的関係の推定等が困難であったこと、悪臭公害防止のための技術開発が遅れていたことが要因であった。
このため、悪臭に関する研究および悪臭防止技術の開発の進展、悪臭の防止に対する国民の世論の高まりを背景に1971年に悪臭防止法が制定され、特定悪臭物質の濃度による規制が始まった。
しかし、物質の濃度による規制では、未規制の物質や複合臭気に対して充分な効果をあげられないため、1996年に法改正が行われ、嗅覚測定法による臭気指数の規制が導入された。

## 規制基準
評価方法は、「特定悪臭物質」の濃度による規制と、「臭気指数」を用いる規制の2種類ある。都道府県知事（市の区域においては市長）は、物質の濃度又は臭気指数による規制の種類及び規制基準を定めなければならない。規制基準は、(1)敷地境界線における大気の基準、(2)気体排出口における基準、(2)排出水の基準について、それぞれ、政令の範囲内で定めることとなる。
特定悪臭物質
不快なにおいの原因となり、生活環境を損なうおそれのある物質であって政令で指定するもの。（以下の22物質）
アンモニア、メチルメルカプタン、硫化水素、硫化メチル、二硫化メチル、トリメチルアミン、アセトアルデヒド、プロピオンアルデヒド、ノルマルブチルアルデヒド、イソブチルアルデヒド、ノルマルバレルアルデヒド、イソバレルアルデヒド、イソブタノール、酢酸エチル、メチルイソブチルケトン、トルエン、スチレン、キシレン、プロピオン酸、ノルマル酪酸、ノルマル吉草酸、イソ吉草酸

臭気指数
人間の嗅覚によってにおいの程度を数値化したもの。この測定には、一般に三点比較式臭袋法を用いる。

## 規制地域
都道府県知事（市の区域においては市長）は、住民の生活環境を保全するため悪臭を防止する必要があると認める住居が集合している地域を規制地域として指定する。

## 構成
- 第1章 - 総則（第1条~第2条）
- 第2章 - 規制等（第3条~第13条）
- 第3章 - 悪臭防止対策の推進（第14条～第19条）
- 第4章 - 雑則（第20条～第24条）
- 第5章 - 罰則（第25条～第31条）

## 資格
- 臭気判定士

## 2号基準問題
2号基準（気体排出口）は、主に煙突などの高い位置の気体排出口に適用される基準である。排出された気体は大気に拡散されるが、地上におけるその濃度が最大になる地点（最大着地濃度地点）が敷地境界の外にある場合に適用される。また、都市部等で周辺の臭気の影響が強く、1号基準（敷地境界）での測定・規制が相応しくない場合にも適用されることがある。悪臭防止法による規制を実施するかどうか、2号基準を適用するかどうかなど、その運用は市町村が判断しており、それぞれの自治体で対応に差がある。
2号基準の規制値では、以下の問題が発生している。
立地と規制区域による問題
規制のない区域や規制値のゆるい区域に立地する工場の煙突の煙が、規制値の厳しい区域に落ちる場合でも、その工場の立地する区域の1号基準を基に2号基準の規制値は計算される。工業団地の風下方向に隣接する住宅街では、ゆるい基準で規制された工業地帯からの合法的な臭気により悩まされる問題が発生している。

規制方式（特定悪臭物質・臭気指数）の違いによる問題
最大着地濃度地点が敷地内である場合、局長通達により、特定悪臭物質規制では2号基準が適用されないことになっている。しかし、臭気指数規制ではその局長通達に該当する運用規則がなく、明らかに敷地内に最大着地濃度地点がある工場であっても、それぞれの気体排出口が規制対象となる。臭気指数を採用する市町村が悪臭規制の強力な手段として2号基準を活用する一方、畜産業者からは行き過ぎた規制であるとの反発も発生している。
畜産業者への臭気指数2号基準の適用は、平成24年1月に米沢市が市内の養豚業者に対して実施した行政指導が初めてといわれている。養豚業者は対象となった畜舎での生産を停止した。

局長通達　昭和47年8月31日　環大特48号　悪臭防止法の施行について
「気体排出施設から排出され、大気中で拡散された悪臭物質の濃度が最大となる地点が当該悪臭物質を排出している事業場の敷地内である場合においては、法第4条第2号の規制基準の設定の趣旨にかんがみ、当然に、当該規制基準を適用する必要がなく、同条第1号の規制基準が適用されるものであること。」